# Grippe A (H1N1) de 2009-2010 au Maroc
Le Maroc a annoncé les deux premiers cas de contamination du virus A H1N1 le 12 juin 2009. Ils concernent une jeune fille et un jeune homme arrivés du Canada dans le même appareil, et dont l'état de santé est stable et évolue favorablement depuis leur hospitalisation respective au CHU de Fès et au centre hospitalier régional Moulay Youssef de Casa-Anfa à Casablanca.
Entre le 24 octobre 2009 et le 29 octobre 2009, 145 élèves et étudiants ont été contaminés. Et 51 nouveaux cas enregistrés à Casablanca. Plusieurs établissements ont pris les précautions nécessaires.
Le 15 novembre 2009, le Maroc annonce le premier mort sur son territoire à cause du virus H1N1 à Oujda chez un jeune homme de 23 ans, touché par une infection au poumons, et du diabète. Deux autres personnes l'un à Ouezzane et l'autre à Casablanca décéderont le 27 novembre 2009 à cause de ce virus.

## Précautions prises face au virus
Le Maroc a mis à ses frontières des caméras thermiques afin d'éviter la propagation du virus, et des campagnes de sensibilisation aux dangers de virus H1N1 et à sa propagation auprès des élèves dans les écoles.
Malgré tout, le virus s'est propagé, surtout dans les écoles, dans la majorité des villes du pays notamment Casablanca, Fès, Agadir, Meknès, Oujda et Rabat.
Le 29 octobre 2009, il a été constaté, 20 nouveaux cas confirmés sur la ville d'Agadir, surtout dans des écoles privées.

## Cas rensencés
| Ville       | Morts confirmées | Cas confirmés |
| ----------- | ---------------- | ------------- |
| Casablanca  | 4                | 400           |
| Rabat       | 2                | 300           |
| Tanger      | 2                | 300           |
| Marrakech   | 2                | 250           |
| Taroudant   | 2                | 20            |
| Agadir      | 1                | 200           |
| Meknès      | 1                | 55            |
| Larache     | 1                | 15            |
| Oujda       | 1                | 10            |
| Guelmim     | 1                | 5             |
| Ouezzane    | 1                | 5             |
| Settat      | 1                | 5             |
| Salé        | 1                | 5             |
| Fès         | 0                | 120           |
| Tetouan     | 0                | 10            |
| Khouribga   | 0                | 10            |
| Chefchaouen | 0                | 10            |
| Al Hoceima  | 0                | 5             |
| Beni Mellal | 0                | 5             |
| El Hajeb'   | 0                | 5             |
| Kénitra     | 0                | 5             |
| Nador       | 0                | 2             |
| Berkane     | 0                | 1             |
| Total       | 60               | 3 033         |

## Vaccination
Le vaccin de la grippe A H1N1 a été disponible au Maroc à partir du mois d'octobre 2009, le ministère de la santé marocain a donné la priorité d'accès au vaccin aux personnes fragiles ou les plus exposées à la grippe, mais la compagne de vaccination n'a commencé qu'à partir du 9 décembre 2009 à la région de Casablanca, et le 10 décembre 2009 pour tout le royaume.
Les personnes ayant eu la priorité de vaccination:
- Pèlerins
- Femmes enceintes
- Enfants âgés entre six mois et deux ans
- Personnes atteintes de maladies respiratoires
- Personnes atteintes de maladies Chroniques
- Enseignants
- Professionnels de la santé

Le 30 décembre 2009, le ministère de la santé ouvre la compagne de vaccination pour toute la population.
Jusqu'à présent, le nombre total des vaccinés est 500 000 personnes.